# 科秋扎尼
48°46′26″N 27°42′9″E / 48.77389°N 27.70250°E
科秋扎尼（烏克蘭語：Котюжани），是烏克蘭的村落，位於該國西南部文尼察州，由莫希利夫-波季利斯基區負責管轄，始建於1450年，面積3.03平方公里，海拔高度323米，2001年人口995，人口密度每平方公里327.95人。